# Rapporti Karski
I rapporti Karski sono una serie di rapporti attribuiti a Jan Karski, un investigatore che lavorava per il governo polacco in esilio durante la seconda guerra mondiale, in cui descrisse la situazione della Polonia occupata dai nazisti. Furono tra i primi documenti sull'Olocausto in Polonia ricevuti dal governo polacco in esilio e, attraverso di esso, dagli Alleati occidentali.
L'attribuzione a Karski della relazione del 1942 non è confermata. Non esistono fonti affidabili sull'effettivo contenuto delle informazioni che Karski portò in Occidente, e quelle comprese nei rapporti ufficiali in realtà potrebbero avere altra provenienza.

## Rapporti
Karski combatté come sottufficiale durante l'invasione tedesca della Polonia nel 1939 e scappò da un trasporto di prigionieri di guerra. Scrisse il suo primo rapporto sulla situazione in Polonia alla fine del 1939. In seguito fuggì dalla Polonia verso la Francia, dove si unì all'esercito polacco ricostituito, e dopo essere stato notato dal governo polacco in esilio per la qualità della sua memoria fotografica, divenne corriere e investigatore e viaggiò più volte tra la Polonia occupata e la Francia, successivamente anche il Regno Unito.
I suoi rapporti contenevano le informazioni su vari aspetti della situazione nella Polonia occupata, inclusi gli argomenti come l'entità della resistenza polacca e i numerosi crimini di guerra e le atrocità tedesche, oltre l'Olocausto in corso, in quel momento per lo più sconosciuto in Occidente. I primi due rapporti consegnati nel 1940 furono intitolati "Alcune questioni politiche e ideologiche in Polonia" e "La situazione ebraica".
Joshua D. Zimmerman chiamò il suo lavoro il "primo rapporto completo dell'esercito nazionale sulla situazione degli ebrei polacchi". David Engella lo definì come "la prima disamina completa delle questioni ebraiche nella Polonia occupata ad aver raggiunto il governo [polacco in esilio". Il primo rapporto, stilato in Francia nel 1940, fu commissionato dal leader polacco Stanisław Kot, il quale chiese a Karski di scrivere le sue osservazioni su svariate questioni, tra cui, implicitamente, la situazione degli ebrei polacchi.
Negli anni successivi Karski scrisse molti altri rapporti. Anche il quarto fu incentrato sulla difficile situazione degli ebrei.

## Accoglienza e significato
Nel 1942 Karski visitò Londra, dove incontrò i funzionari polacchi e britannici insieme ad altre personalità di spicco. Un anno dopo visitò gli Stati Uniti. Sebbene le informazioni sull'Olocausto costituissero solo una piccola parte delle informazioni raccolte e consegnate, divennero le più rilevanti.
Il governo polacco utilizzò i rapporti di Karski per fare appello agli Alleati affinché contrastassero le atrocità tedesche nei confronti degli ebrei polacchi, ma nel 1943 gli appelli non produssero alcun risultato, poiché la maggior parte dei leader occidentali non era interessata o non credeva a tali rivelazioni, mentre gli stessi funzionari del governo polacco ravvisavano nell'opinione pubblica ebraica poca simpatia verso lo stato polacco. La risposta degli Alleati fu davvero poco brillante.
Nechma Tec scrive che "i rapporti di Karski sulla difficile situazione ebraica e i messaggi dei leader ebrei che chiedevano aiuto ancora e ancora sono caduti nel vuoto". Fino alle rivelazioni alla fine della guerra, molti politici occidentali e persino alcuni leader ebrei rimasero scettici sui rapporti di Karski, tanto che furono definiti "propaganda dell'atrocità". Allo stesso modo la maggior parte dei quotidiani trattò le rivelazioni di Karski come "una storia minore".
Nel 2010 Claude Lanzmann, che intervistò Karski nel 1978 e nel 1985, utilizzò una parte di quell'intervista nel suo film Shoah per poi pubblicare un documentario su Karski, intitolato Le rapport Karski.

## Nome
1. ↑  (PL) Wojtek Rappak, "Raport Karskiego" – kontrowersje i interpretacje, in Zagłada Żydów. Studia i Materiały, n. 10, 2014,  pp. 96-130, DOI:10.32927/ZZSiM.518, ISSN 1895-247X (WC · ACNP).
«Una parte essenziale della storia di Karski è il resoconto del rapporto che ha portato in Occidente. Quando esaminiamo le prove d'archivio e seguiamo la catena di eventi del novembre 1942, vediamo che il rapporto è un riassunto di due pagine in inglese che il governo polacco ha pubblicato il 24 novembre quando annunciò ufficialmente le deportazioni del ghetto di Varsavia. Nel corso degli anni, gli storici cominciarono a riferirsi a questo come al rapporto Karski, ma il giorno in cui fu pubblicato, Karski non era ancora arrivato a Londra. Il materiale che Karski ha portato con sé da Varsavia è stato passato ad un agente polacco a Parigi il 4 ottobre, che poi li ha messi su una rotta separata per Londra, dove pensiamo siano arrivati poco prima del 14 novembre. Sappiamo su quali documenti si basava il rapporto Karski, quindi se questi erano tra i materiali arrivati il 14 novembre e se quello era lo scritto che Karski ha consegnato a Parigi, allora sarebbe corretto dire che questi documenti sono stati trasportati da Karski attraverso l'Europa occupata. Ma non c'è un elenco affidabile del contenuto di questo rapporto e dato che c'erano un certo numero di corrieri che trasportavano materiali duplicati per aumentare le loro possibilità di raggiungere Londra, è possibile che i documenti su cui si basava il rapporto Karski siano stati portati a Londra da un corriere diverso da Karski.»
2. ↑   Jan Karski. Humanity's hero | The story of Poland war-time emissary, su www.karski.muzhp.pl. URL consultato il 17 giugno 2019.
3. 1 2 3 4 5 6 7  (EN) David Engel, 'The Western Allies and the Holocaust': JAN KARSKI'S MISSION TO THE WEST, 1942–1944, in Holocaust and Genocide Studies, vol. 5, n. 4, 1º gennaio 1990,  pp. 363-380, DOI:10.1093/hgs/5.4.363, ISSN 8756-6583 (WC · ACNP).
4. ↑  (PL) Andrzej Żbikowski, Jan Karski – bohater polskiego podziemia (PDF), su jhi.pl, Żydowski Instytut Historyczny im. Emanuela Ringebluma w WarszawieStudium Europy Wschodniej, Uniwersytet Warszawski. URL consultato il 2 agosto 2022 (archiviato dall'url originale il 17 giugno 2019).
5. 1 2 3   David Engel, An Early Account of Polish Jewry under Nazi and Soviet Occupation Presented to the Polish Government-In-Exile, February 1940, in Jewish Social Studies, vol. 45, n. 1, 1983,  pp. 1-16, ISSN 0021-6704 (WC · ACNP), JSTOR 4467201.
6. ↑   Joshua D. Zimmerman, The Polish Underground and the Jews, 1939–1945, Cambridge University Press, 2015,  p. 73, ISBN 978-1-107-01426-8.
7. ↑   Norman Davies e Antony Polonsky, Jews in Eastern Poland and the USSR, 1939–46, Palgrave Macmillan UK, 1991,  p. 273, ISBN 978-1-349-21789-2.
8. ↑   Jack R. Fischel, Historical Dictionary of the Holocaust, Scarecrow Press, 2010,  p. 48, ISBN 978-0-8108-7485-5.
9. ↑   Nechama Tec, Resistance: Jews and Christians Who Defied the Nazi Terror, Oxford University Press, 2013,  p. 186, ISBN 978-0-19-933945-7.
10. ↑   Nechma Tec, A Glimmer of Light (PDF), su yadvashem.org.
11. ↑   The Journal of Intergroup Relations, National Association of Human Rights Workers., 1995,  p. 56.
12. ↑  (EN) Rémy Besson, The Karski Report. A Voice with the Ring of Truth, in Études photographiques, n. 27, 15 maggio 2011, ISSN 1270-9050 (WC · ACNP).

## Approfondimenti
- Stanisław Jankowski, Karski: raporty tajnego emisariusza, Rebis, 2009, ISBN 978-83-7510-395-3.